# Clathrodrillia petuchi
Clathrodrillia petuchi é uma espécie de gastrópode do gênero Clathrodrillia, pertencente à família Drilliidae.